# Малащук Андрій Євгенович
Андрій Євгенович Малащук (народився 2 січня 1958, Коломия, Івано-Франківська (до 1961 р. — Станіславська область) — сучасний український письменник, журналіст, театрознавець. Належить до Асоціації українських письменників та НСЖУ. Автор поетичних збірок «Рефлексії» (Коломия, вид-цтво «Вік», 1993), «Чверть на першу» (вид-цтво «Вік», 1997), збірки прози «Атентат на Герострата» ( Івано-Франківськ, вид-цтво «Тіповіт», 2005), двох збірок нарисів «Обличчя війни без гриму» (м. Чернівці «Буковинський видавничий дім», 2016, 2017 рр.). Здійснив перший в Україні повний переклад з англійської повісті Джеймса Джойса «Джакомо Джойс» (часопис «Четвер Перевал», 1995). На вірш Андрія Малащука «Геній» режисер Олег Ущенко відзняв короткометражний фільм, відзначений «за лаконізм» на Лондонському міжнародному кінофестивалі. Поезія, проза, есеї друкувалися в часописах «Сучасність», «Четвер», «Березіль», «Кур’єр Кривбасу», «Золота пектораль», «Згар» та інших. За журналістську діяльність нагороджений медаллю Коломийської районної ради «За заслуги перед Коломийщиною».

## Життєпис
Народився 2 січня 1958 року в м. Коломия Івано-Франківської області в сім’ї репресованих. Батько Євген Малащук – з Тернопільщини, мати Ольга Малащук – коломиянка з давнього коломийського міщанського роду Стромецьких. Рідний дядько (по батьківській лінії) – провідний член ОУН, соратник Степана Бандери, в’язень фашистських концтаборів, співзасновник і перший голова Ліги визволення України (в діаспорі) Роман Малащук.
Андрій навчався в Чернівецькому музичному училищі по класу скрипки. Після служби в армії поступив до Івано-Франківського педінституту, з останнього курсу якого у 1985 році відрахований за «вчинки, несумісні з моральним обліком радянського студента – втрату політичної пильності, допущення націоналістичних суджень», як записано в його трудовій книжці. За сприянням тодішнього депутата ВР Бориса Олійника й за спеціальним дозволом Міністерства освіти у 1988 році відновив навчання, але не в Івано-Франківському, а в Дрогобицькому педінституті, куди його направило Міністерство освіти. Здав державні іспити й отримав диплом. Другу вищу освіту здобув у Київському інституті театрального мистецтва ім. Карпенка-Карого, кафедра театрознавства. Був активним членом Руху, обирався депутатом Коломийської міської ради 1-го демократичного скликання від Товариства української мови. Виконував функції голови постійної депутатської комісії міськради з питань культури.
Літературною творчістю почав займатися від 90-х років. Видавав у Коломиї (разом з поетом Василем Рябим) літературну газету «Плин».  Співзасновник мистецького угрупування Коломийська Асоціація Мистців. Активно друкувався в українських часописах і газетах зі статтями культурологічного, суспільно-політичного характеру, публікував рецензії на твори письменників та на театральні постановки.
Друкувався в антологіях Дев'ятдесятники за ред. В. Махна, аналіз творчості наведений у розвідці Навздогін дев'яностим Є. Барана
За рекомендацією Юрія Андруховича вступив до Асоціації Українських письменників. Водночас працював штатним кореспондентом у коломийських газетах «Вільний голос», «Дзеркало Коломиї». Працює в мас-медія й сьогодні.
Андрій Малащук пропагує в Коломиї творчість провідних сучасних українських письменників, проводячи їм презентації. 
Одружений, дружина - фармацевтка Ірина Коваль. Має двох дорослих синів Арсена й Ярему від першої дружини, яка померла у 1993 році. Сини живуть і працюють у Києві.

## Художні твори
- Рефлексії («Вік», Коломия, 1993 р.)
- Чверть на першу («Вік», Коломия, 1997 р.)
- Атентат на Герострата («Тіповіт» Івано-Франківськ, 2005)

## Вибрані публікації
- «Джакомо Джойс» Джеймса Джойса, переклад з англійської (часопис «Четвер Перевал», 1995 р.).
- «Зріє заколот у царстві нелюбові» (часопис «Кур'єр Кривбасу», 1998 р., № 99 — 100).
- «Коломийський триптих» (часопис «Сучасність». 2001 р., квітень).
- «Полковник» (часопис «Золота пектораль» № 3 2012 р.).

## Публікації про автора та його творчість

#### У збірках
- Степан Процюк «Лицарі стилосу та кав’ярень» Есеї про дев’ятдесятників (Київ, вид. «Смолоскип», 1996);
- Ната Гранич «Безсмертні лики слів» (Луцьк, 2003);
- Євген Баран «Три кола печалі Андрія Малащука» (літ.-мист. альманах «Кальміюс», 2005);
- Іван Бойчук «… Піском на зубах, або Блукаючи між…» (літ.-мист. альманах «Алкос», 2009).

#### У газетній періодиці
- Василь Нагірний «Портрет друга зблизька» («Коломийська правда», №50, 2012);
- Оксана Крохмалюк «Герой андріївських вечорниць» («Вільний голос», 21 грудня, 2012);
- Марія Микицей «П’ять речей під настрій, аж до абсурду» («Західний кур’єр», №12, 2007);
- Іван Стефурак «Розпанахані зізнання Андрія Малащука» («Світ молоді», 31 липня, 1998).
- Іван Андрусяк «Жмуток цитат від останнього Вертера з Коломиї» («Наша Україна», №24, 1997);
- Микола Васильчук «Подайте кавалок слова…» («Вісник Коломиї», №28, 1995);